# Skaidrīte Smildziņa
Skaidrīte Smildziņa  (nacida el 2 de marzo de 1943 en Riga) es una exjugadora de baloncesto letona. Consiguió 8 medallas en competiciones oficiales con URSS.